# Harry Potter et le Prisonnier d'Azkaban
Cet article concerne le livre. Pour l'article sur le film, voir Harry Potter et le Prisonnier d'Azkaban (film). Pour l'article sur le jeu vidéo, voir Harry Potter et le Prisonnier d'Azkaban (jeu vidéo).
Harry Potter et le Prisonnier d'Azkaban (Harry Potter and the Prisoner of Azkaban) est le troisième roman de la série littéraire centrée sur le personnage de Harry Potter créé par J. K. Rowling. Il a été publié le 19 octobre 1999 en France.

## Publication de l'œuvre

### Naissance du roman
Harry Potter et le Prisonnier d'Azkaban est le troisième livre de la série Harry Potter. Ce livre a été le plus rapide à écrire des trois premiers volets, puisqu'il n'a nécessité qu'une année de travail. J. K. Rowling en a commencé l'écriture au printemps 1998, le lendemain de l’achèvement du livre précédent, La Chambre des Secrets.
L'aspect attendu de Rowling dans ce livre était d'introduire le personnage de Remus Lupin, qui est l'un de ses préférés. Rowling a ajouté que Le Prisonnier d'Azkaban était « la meilleure expérience d'écriture » qu'elle ait jamais eue : « J'étais dans un endroit très confortable en train d'écrire un troisième tome. Les inquiétudes étaient derrière moi, et l'attention de la presse n'était pas encore excessive ».

### Publication
Le Prisonnier d'Azkaban (The Prisoner of Azkaban) s'est vendu à plus de 68 000 exemplaires au Royaume-Uni dans les trois jours qui ont suivi sa publication (entre le 8 et le 10 juillet 1999), ce qui en a fait à cette époque le livre britannique le plus rapidement vendu de l'histoire. Le total des ventes du livre en 2012 est estimé par The Guardian à 3 377 906 exemplaires. Le jour de sortie du Prisonnier d'Azkaban est tant attendu que l'éditeur Bloomsbury doit interdire aux libraires de mettre le livre en vente avant la sortie des classes de 17h, afin d'éviter que les enfants ne sèchent les cours pour aller l'acheter.
L'édition américaine de Scholastic est publiée le 8 septembre 1999 et l'édition française de Gallimard, traduite par Jean-François Ménard, est publiée le 19 octobre 1999.

## L'histoire
Le roman comporte vingt-deux chapitres. Dès le début de l'intrigue, le héros et le lecteur sont informés de l'évasion d'un très dangereux prisonnier d'Azkaban du nom de Sirius Black. Harry apprend rapidement que Black s'est échappé pour le retrouver. Il semblerait que l'homme veuille tuer Harry afin de permettre à Lord Voldemort, son maître, de retrouver l'étendue de son pouvoir.

### Résumé de l'intrigue

#### Lupin et le charme du patronus (chapitres I à X)

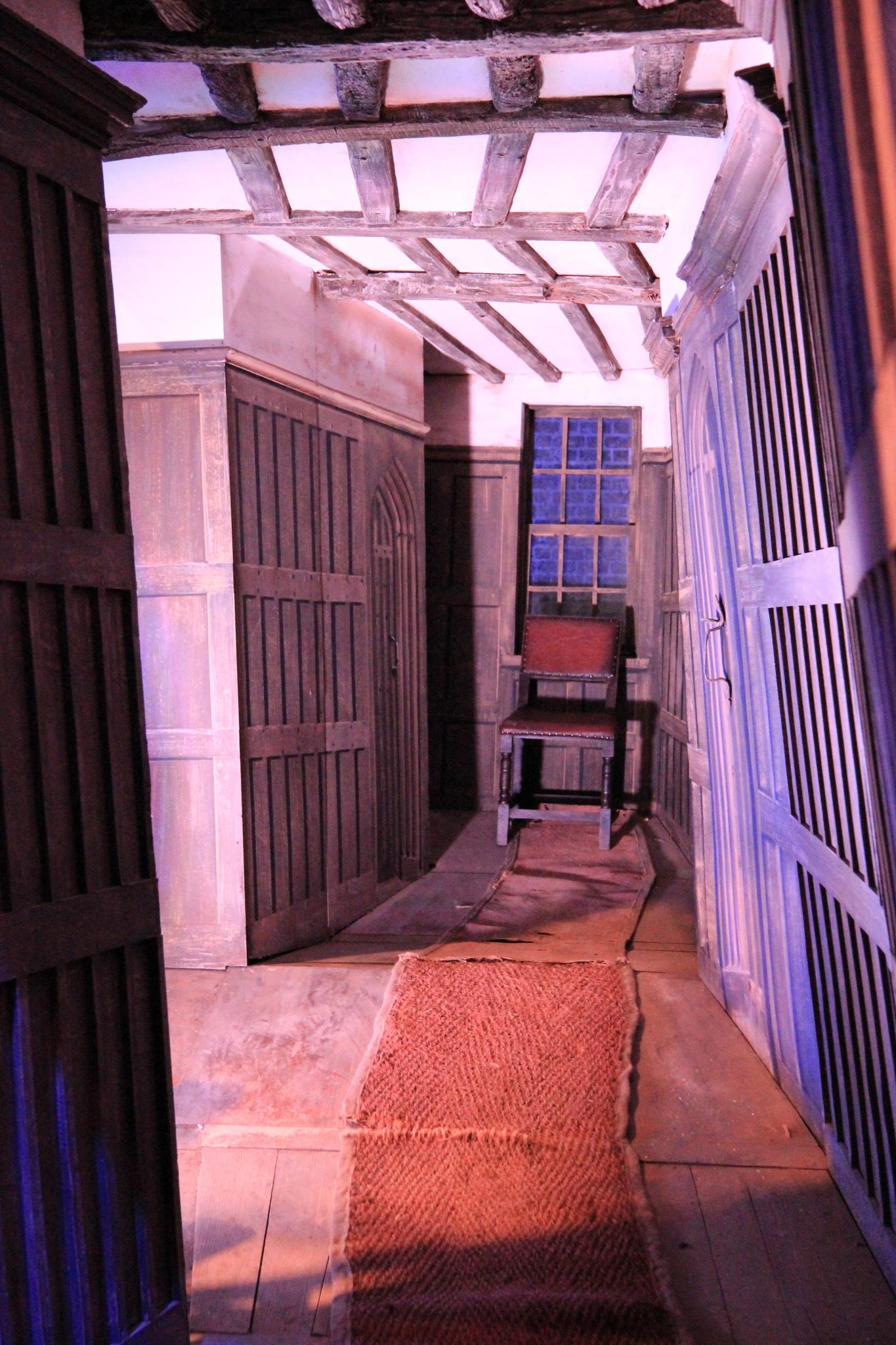
Couloir des chambres du Chaudron Baveur dans le film Harry Potter et le Prisonnier d'Azkaban.

Au cours de l'été, les informations télévisées du monde non magique annoncent l'évasion d'un très dangereux prisonnier du nom de Sirius Black. En parallèle, Harry se rend responsable d'un incident magique avec la tante Marge, la sœur de Vernon, (après que celle-ci eut sali la mémoire de ses parents) et s'enfuit de la maison de son oncle et sa tante. Il rencontre dans la rue une sorte de chien errant caché dans la pénombre, avec de grands yeux scintillants. Dans sa panique, il fait apparaître le Magicobus par erreur, et en profite pour demander à être conduit au Chaudron Baveur, à Londres. Dans le bus, Harry apprend que Sirius Black était un fidèle partisan de lord Voldemort. Peu avant la rentrée, Harry surprend une conversation entre Mr et Mrs. Weasley, les parents de Ron, et est surpris d'apprendre que Black s'est en réalité échappé d'Azkaban pour le retrouver, persuadé que tuer Harry permettrait à Voldemort de retrouver son pouvoir.
Dans le Poudlard Express, Harry, Ron et Hermione sont secourus par un nouveau professeur de Poudlard, Remus Lupin, qui produit un patronus au moment où un Détraqueur d'Azkaban, à la recherche de Sirius Black, attaque leur compartiment. Il distribue ensuite du chocolat pour remettre les élèves du choc mental produit par le passage du détraqueur, ce qui fera dire un peu plus tard à madame Pomfresh : « Enfin un professeur de défense contre les forces du mal qui connaît sa matière ! »
De nouvelles matières sont enseignées à Poudlard, dont la divination par le professeur Trelawney et les soins aux créatures magiques par Hagrid. Durant le premier cours de ce dernier, Drago Malefoy provoque un hippogriffe et se fait attaquer par l'animal. Il menace Hagrid d'un procès. Lors de leur premier cours de défense contre les forces du mal, Lupin, le nouveau professeur, apprend aux élèves de troisième année à affronter leur peur face à un épouvantard en obligeant celui-ci à prendre une forme amusante, qui provoquerait le rire. Lupin empêche cependant Harry de participer à l'exercice et lui explique un peu plus tard, en l'invitant à boire un thé, qu'il redoutait que la créature adopte l'apparence de Voldemort et terrifie la classe entière. Lorsque Harry confie à Lupin que sa plus grande peur du moment est plutôt de se retrouver à nouveau face à un Détraqueur (qui se nourrit de tout souvenir heureux), Lupin en déduit que Harry est effrayé par la peur elle-même, et qu'il fait preuve de sagesse. En obtenant les confidences de Harry un peu plus tard, notamment sur le fait qu'il entend les cris de sa mère dès que les Détraqueurs s'approchent de lui, Lupin accepte de lui donner des cours particuliers pour s'en défendre. Il lui apprend à produire son propre patronus.

#### La carte mystérieuse (chapitres X à XVI)

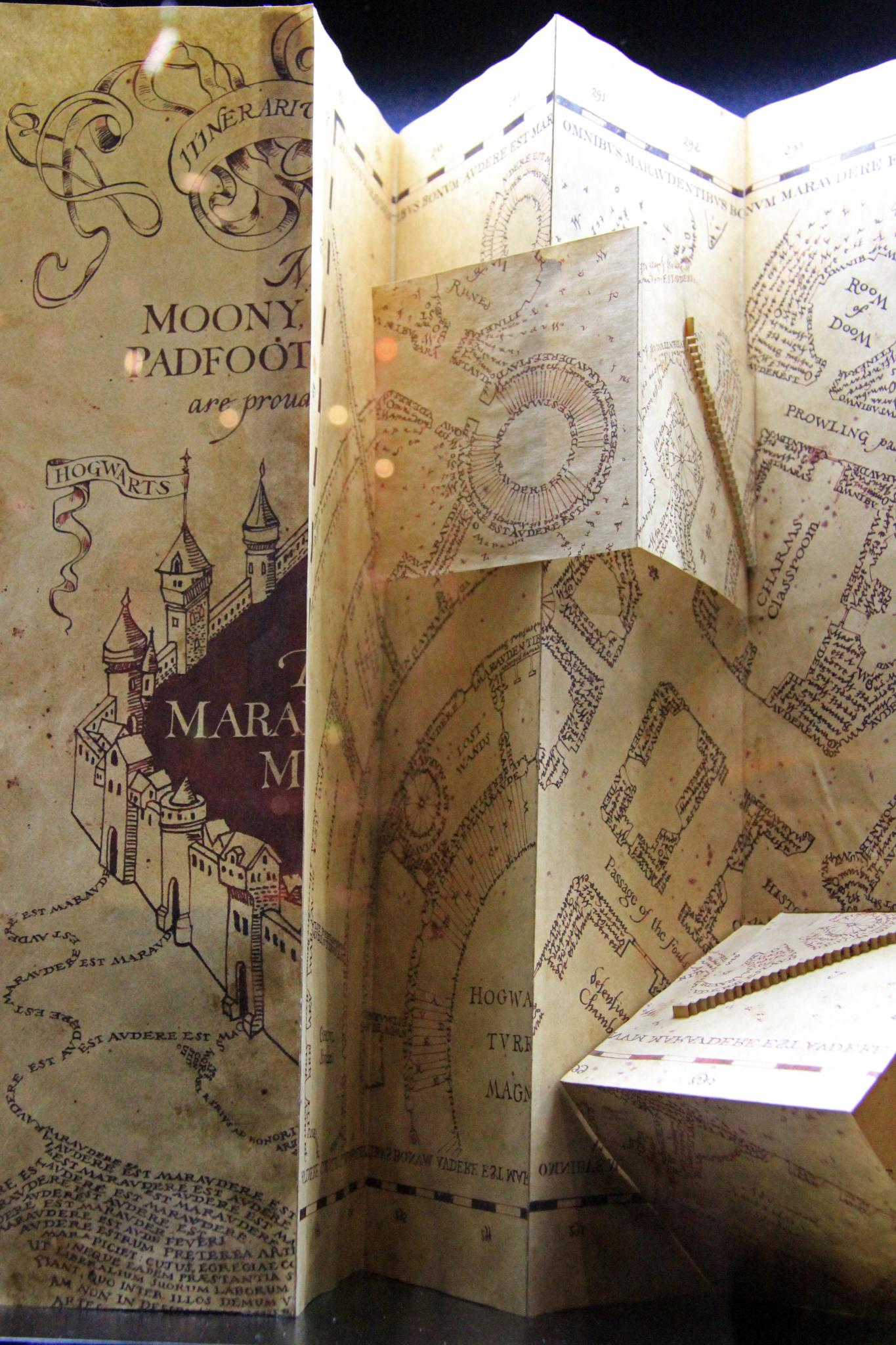
La carte du Maraudeur (studios Harry Potter).

Fred et George Weasley offrent une curieuse carte à Harry, la carte du Maraudeur, créée par quatre mystérieux sorciers : Lunard, Queudver, Patmol et Cornedrue, dont les noms sont inscrits sur le parchemin. La carte est un plan détaillé du château de Poudlard et de son parc environnant qui localise chacune des personnes présentes dans son enceinte par un petit point mouvant et nominatif. Elle montre également les passages secrets de Poudlard, notamment un qui lui permet de se rendre discrètement au village voisin de Pré-au-Lard en compagnie de Ron et d'Hermione, malgré son interdiction de sortir du château. Lors d'une sortie au village, au pub des Trois Balais, il surprend une conversation entre les professeurs Minerva McGonagall, Filius Flitwick, Hagrid, Madame Rosmerta et le ministre de la Magie à propos de Sirius Black. Harry est révolté contre Black, qui est tenu pour responsable de la mort de ses parents. Il apprend également que Black était le meilleur ami de son père et est son parrain. De son côté, Ron constate que son rat Croûtard a disparu et accuse le chat d'Hermione de l'avoir dévoré. Ron et Hermione se disputent fortement, puis ne s'adressent plus la parole.
Le professeur Rogue surprend Harry au retour de l'une de ses excursions à Pré-au-Lard et l'interroge sur la carte du Maraudeur qu'il trouve en sa possession. Comme Harry ne dit rien, Rogue convoque le professeur Lupin pour lui montrer l'objet. Lupin, semblant reconnaître la carte, prend la défense de Harry, mais le réprimande ensuite pour les risques qu'il a pris et décide de lui confisquer le parchemin. Harry, qui devine une sorte de lien entre Lupin et la carte, tente de le questionner sur les « maraudeurs », mais Lupin reste discret, l'informant simplement les avoir déjà rencontrés.

#### Lunard et Patmol (chapitres XVII à XX)

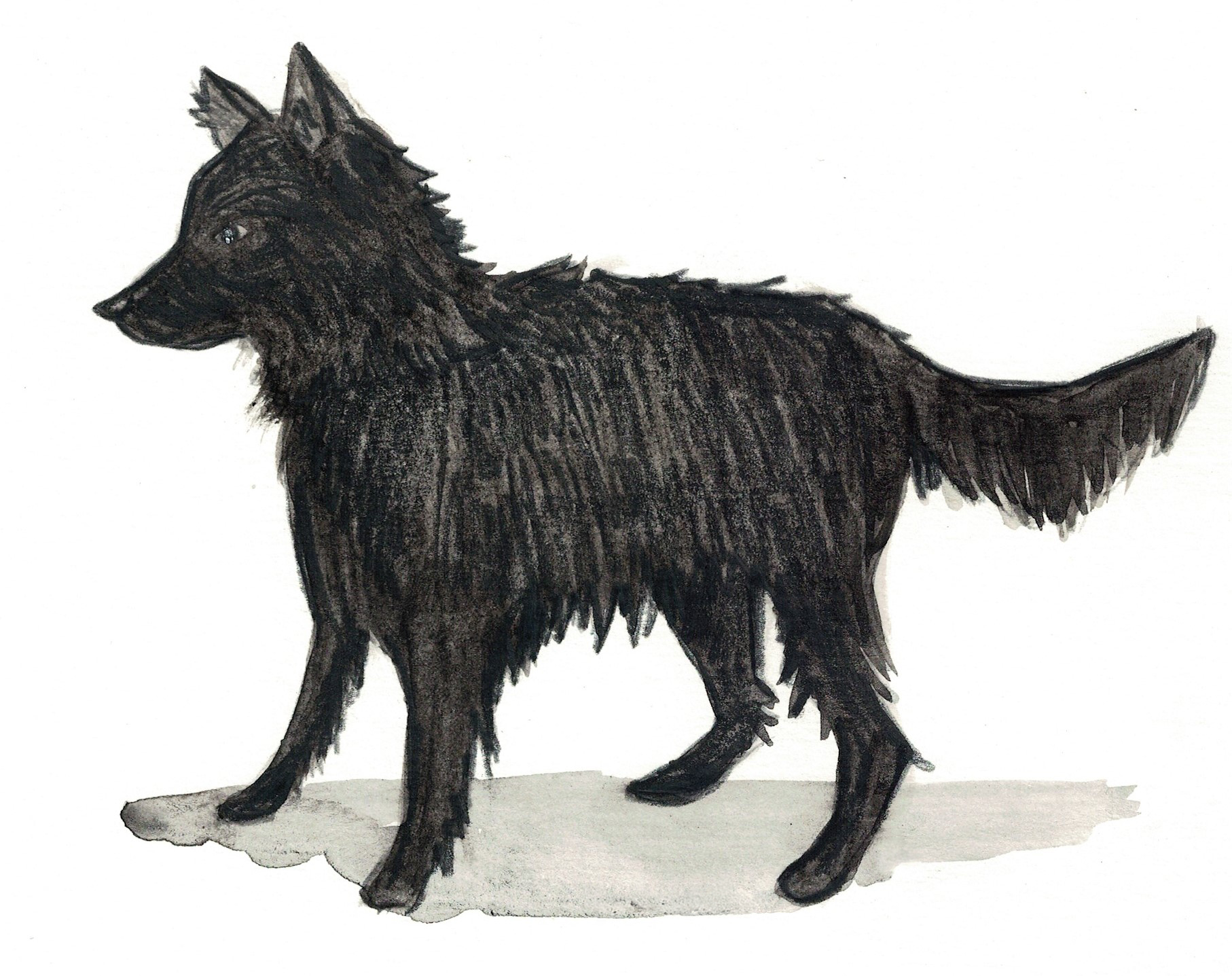
Interprétation possible de la forme Animagus de Sirius Black, fusain et aquarelle (Mlle Ortie).

Quelques jours plus tard, Ron retrouve Croûtard, son rat, qui tente de prendre la fuite. Un énorme chien noir, semblable à celui que Harry avait rencontré errant à Privet Drive, surgit et emporte Ron, tenant Croûtard dans ses mains, vers l'entrée d'un passage secret situé entre les racines du Saule cogneur. Harry et Hermione s'engouffrent à leur tour dans le passage et aboutissent dans la cabane hurlante de Pré-au-Lard. Les trois adolescents sont alors confrontés à Sirius Black en personne, qui possède la faculté de se transformer en chien. Un combat s'engage entre Harry et Black, mais le professeur Lupin intervient. La vérité est révélée sur les circonstances de la mort de James et Lily Potter, et Sirius Black prouve son innocence. Le lecteur apprend également la lycanthropie dont souffre Lupin. Avec l'autorisation de Ron, Lupin et Sirius Black lancent ensemble un sort au rat Croûtard, qui reprend sa forme normale de petit homme replet : Peter Pettigrow, l'homme qui s'est fait passer pour mort douze ans plus tôt en accusant Black à sa place de la trahison des Potter.
Plus tard dans la soirée, la pleine Lune apparaît dans le ciel et Lupin se transforme en loup-garou. Sirius reprend son apparence de chien pour pouvoir repousser la créature et laisser le temps aux adolescents de s'enfuir. Peter Pettigrow parvient à s'échapper. Sirius, de son côté, est rejoint par des Détraqueurs. Harry tente de les éloigner en produisant un Patronus, mais n'y parvient pas. Il aperçoit une lueur argentée, faisant fuir les Détraqueurs avant de retourner auprès de son auteur, que Harry croit reconnaître comme étant son père. Épuisé, il s'évanouit.

#### Le retourneur de temps (chapitres XXI et XXII)

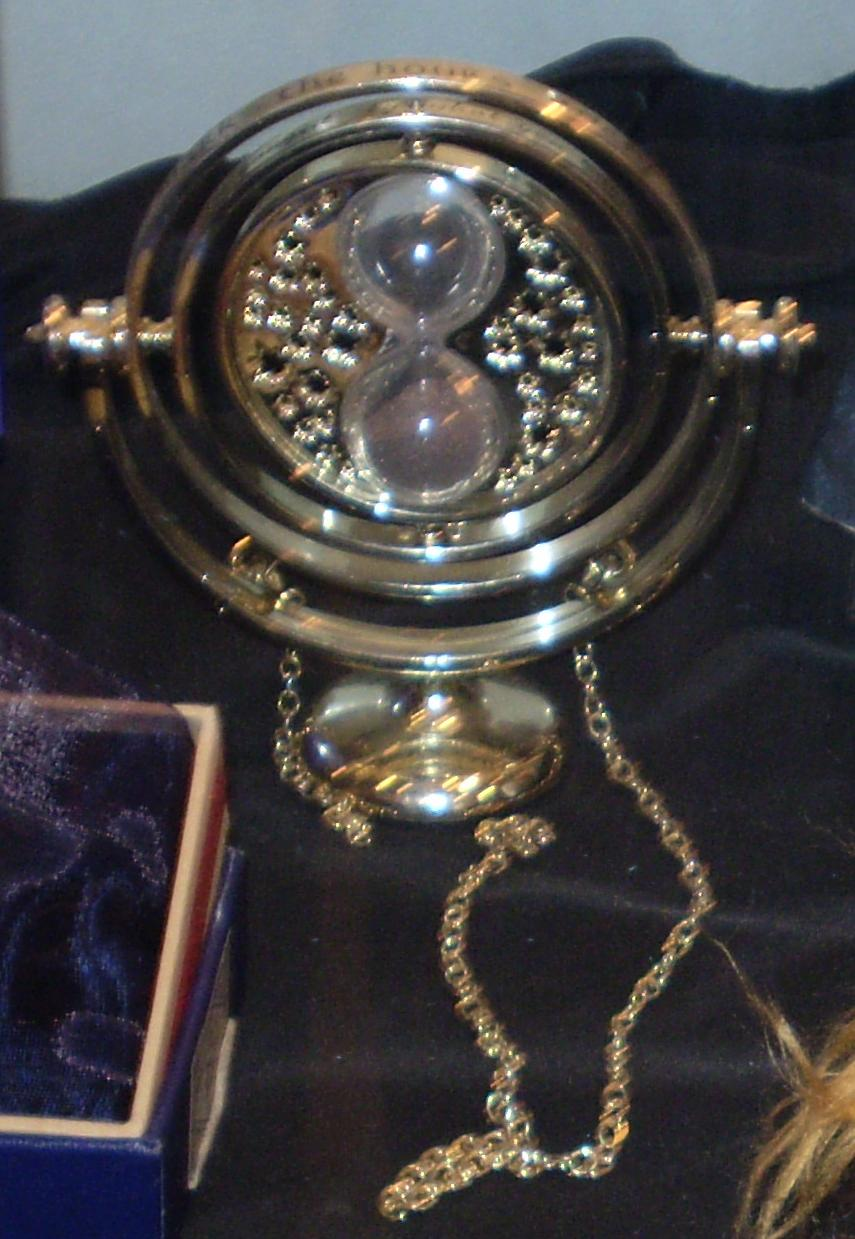
Le retourneur de temps. Tiré de la collection du jeu d'échecs Harry Potter des éditions Atlas.

Harry, Ron et Hermione sont amenés à l'infirmerie par le professeur Rogue et Sirius est fait prisonnier dans un bureau au septième étage. Le professeur Dumbledore, convaincu à son tour par le récit de Sirius Black, sollicite discrètement Hermione pour qu'elle utilise le retourneur de temps dont elle s'est servie toute l'année pour suivre l'ensemble de ses cours, ce qui lui permettrait ainsi de sauver à la fois la vie de Sirius Black et celle de l'hippogriffe de Hagrid, condamné à la décapitation. Ron, blessé à la jambe, reste à l'infirmerie, tandis qu'Hermione et Harry retournent donc trois heures en arrière. Les deux adolescents libèrent l'hippogriffe et revivent tous les événements passés d'un regard extérieur. Harry attend de pouvoir revoir son père, mais, constatant que personne ne vient les sauver, il comprend que c'était lui-même qu'il avait aperçu trois heures plus tôt. Il prononce alors la formule, sachant cette fois qu'il ne pourrait pas échouer, et un cerf argenté étincelle d'une lumière aveuglante, éloignant les détraqueurs de Sirius. Grâce à l'hippogriffe, Harry et Hermione parviennent à s'élever jusqu'à la fenêtre du bureau dans lequel est enfermé Sirius. L'homme les remercie, promet à Harry, son filleul, de le revoir un jour, puis s'envole avec la créature.
Au plus grand regret de Harry, le professeur Lupin donne sa démission le lendemain en raison des événements de la nuit. Il redonne la carte du Maraudeur à Harry et lui garantit également des retrouvailles prochaines. Harry est rejoint par Dumbledore, qui devine ses regrets face à l'impossibilité de prouver l'innocence de son parrain aux yeux du ministère (à cause de la fuite de Pettigrow). Il lui fait comprendre que même si Peter Pettigrow a réussi à s'échapper, il aura une dette envers lui et s'en souviendra dans un futur proche où Harry aura peut-être besoin de lui.

### Chronologie
Les événements du Prisonnier d'Azkaban se déroulent du 30 juillet 1993 au soir (veille des treize ans de Harry Potter) au 18 juin 1994.
- 1993 :
  - Autour du 30 juillet[8] : Sirius Black s'évade d'Azkaban pour retrouver Harry Potter et tuer Peter Pettigrow.
  - 31 juillet : 13e anniversaire de Harry Potter. La tante Marge arrive chez les Dursley.
  - 7 août : Cinq jours après avoir fait exploser son verre dans sa main, Harry fait gonfler la tante Marge, après que cette dernière ait été trop loin. Harry s'enfuit alors de Privet Drive et est recueilli par le Magicobus qui l'amène au Chaudron Baveur. Là, Harry rencontre le ministre de la Magie, Cornelius Fudge, qui le place dans la chambre 11 de l'établissement pour les trois dernières semaines de l'été avant la rentrée.
  - 31 août : Harry rencontre Ron, rentré d'Égypte six jours plus tôt, et Hermione sur le Chemin de Traverse. Hermione achète Pattenrond.
  - 1er septembre : Lors du pluvieux voyage dans le Poudlard Express, les Détraqueurs pénètrent dans le train et l'un d'eux s'en prend à Harry. Le Détraqueur en question est repoussé par Remus Lupin, qui se révélera le soir même au banquet être le nouveau professeur de Défense contre les Forces du Mal.
  - 2 septembre : L'après-midi, pendant le premier cours de Soins aux créatures magiques dispensé par le nouveau professeur, Rubeus Hagrid, qui leur présente son troupeau apprivoisé d'hippogriffes, Drago Malefoy est blessé au bras après avoir insulté l'un d'eux, Buck. Malefoy ne reprendra les cours qu'une semaine plus tard.
  - 7 octobre : Les joueurs de Quidditch de l'équipe de Gryffondor se réunissent pour discuter d'une nouvelle stratégie avant leur premier entraînement huit jours plus tard.
  - 16 octobre : Lavande Brown apprend la mort de son lapin, comme l'aurait prédit le professeur Trelawney lors du premier cours de Divination, le 2 septembre.
  - 31 octobre : Jour d'Halloween, première sortie à Pré-au-Lard à laquelle participent Ron et Hermione mais pas Harry, dont les papiers d'autorisation n'ont pas été signés. Resté au château, il discute avec le professeur Lupin. Plus tard, la Grosse Dame qui garde l'entrée du dortoir des Gryffondor est attaquée par Sirius Black. En conséquence, Albus Dumbledore décide de faire dormir tous les élèves de l'école dans la Grande Salle pendant que le château est méticuleusement fouillé jusqu'à 3 heures du matin.
  - 5 novembre : En l'absence du professeur Lupin, Severus Rogue assure les cours de Défense contre les Forces du Mal. Ron reçoit pour retenue le nettoyage de tous les bassins de l'infirmerie.
  - 6 novembre : Match de Quidditch opposant Gryffondor à Poufsouffle, à la place de Serpentard. Après l'irruption des Détraqueurs qui font chuter Harry de son balai, Cédric Diggory attrape le Vif d'Or et Poufsouffle remporte le match. Dans sa chute, le Nimbus 2000 d'Harry est irrémédiablement détruit par le Saule cogneur.
  - 27 novembre : Match de Quidditch opposant Serdaigle à Poufsouffle. Serdaigle s'impose largement.
  - 18 décembre : Jour de la deuxième visite à Pré-au-Lard, Fred et George Weasley offrent la carte du Maraudeur à Harry. Il peut ainsi se rendre secrètement à Pré-au-Lard. Il entend avec Ron et Hermione le récit de la supposée traîtrise de Sirius Black, apprenant du même coup qu'il est le parrain de Harry Potter.
  - 19 décembre : Fin du premier trimestre. Hagrid reçoit la lettre lui informant de la date de l'audience de Buck, le 20 avril. Harry, Ron et Hermione commencent à travailler à sa défense le lendemain.
  - 25 décembre : Jour de Noël. Harry reçoit comme cadeau, un Éclair de Feu. Celui-ci est confisqué par le professeur McGonagall pour vérifications par Madame Bibine et le professeur Flitwick.
- 1994 :
  - 6 janvier : Le professeur Lupin commence à enseigner à Harry comment produire un Patronus. Il continuera à suivre des cours chaque mercredi soir jusqu'au 31 mars.
  - 15 janvier : Match de Quidditch opposant Serdaigle à Serpentard. Serpentard l'emporte de peu. Après cela, il y aura dorénavant pour l'équipe de Gryffondor cinq entraînements hebdomadaires.
  - 3 février : Harry récupère son Éclair de Feu mais Croûtard disparaît et Pattenrond est suspecté.
  - 5 février : Après un dernier entraînement la veille, Gryffondor affronte Serdaigle. Le temps est clair et malgré l'irruption de Malefoy, Crabbe et Goyle accoutrés comme des Détraqueurs sur des balais pour faire chuter Harry, celui-ci attrape le Vif d'or et Gryffondor l'emporte. Le soir venu, Sirius Black réussit à pénétrer dans la tour de Gryffondor, grâce à la liste de mots de passe de Neville Londubat, et déchire les rideaux du lit à baldaquin de Ron sans parvenir à atteindre Croûtard. Dès le lendemain, la Grosse Dame, restaurée par le concierge, Argus Rusard, est réinstallée à l'entrée de la salle commune de Gryffondor dont la sécurité est assurée par des trolls.
  - 8 février : Neville reçoit une Beuglante de sa grand-mère. Harry et Ron rendent visite à Hagrid.
  - 11 février : Buck est auditionné à Londres.
  - 12 février : Jour de sortie à Pré-au-Lard. Harry s'y fait voir par Malefoy qui le dénoncera au professeur Rogue. Celui-ci piégera Harry. Hermione apprend par une lettre de Hagrid que Buck sera finalement exécuté.
  - 16 avril : Match de Quidditch opposant Gryffondor à Serpentard. Gryffondor l'emporte largement, 230 à 20, et remporte ainsi la coupe de Quidditch.
  - 6 juin : Début des examens. Métamorphose le matin, épreuve consistant à transformer une théière en tortue. L'après midi, Sortilèges dont l'épreuve est centrée sur les sortilèges d'Allégresse.
  - 7 juin : Le matin, épreuve de Soins aux créatures magiques. L'après-midi, Potions et à minuit, Astronomie.
  - 8 juin : Histoire de la magie le matin et Botanique l'après-midi.
  - 9 juin : Défense contre les forces du mal le matin et Divination l'après-midi. Au cours de cette dernière épreuve consistant en des passages individuels pour lire dans une boule de cristal, le professeur Trelawney effectue une nouvelle prédiction juste lors du passage de Harry. Le soir venu, confrontation entre Harry, Ron et Hermione, et Sirius Black. Il explique à Harry les circonstances exactes de la mort de ses parents puis, aidé du professeur Lupin, démasque Croûtard, qui est en réalité Peter Pettigrew, le véritable traître. Ce dernier parvient à s'enfuir lors de la transformation en loup-garou du professeur Lupin. Après cela, ou plutôt avant, Harry et Hermione, à l'aide du Retourneur de temps, libèrent Buck avant son exécution puis Sirius avant qu'il ne se fasse embrasser par un Détraqueur. Ces deux évadés s'enfuient ensemble du château.
  - 10 juin : Harry, Ron et Hermione quittent l'infirmerie à midi. Jour de la dernière visite à Pré-au-Lard. Le professeur Lupin démissionne.
  - 17 juin : Les résultats des examens sont affichés et le banquet de fin d'année est organisé le soir avant le retour par le Poudlard Express, le lendemain.

## Principaux personnages
- Harry Potter : orphelin et héros de l'histoire. Il se trouve menacé par Sirius Black, récemment évadé de la prison d'Azkaban.
- Ronald "Ron" Weasley : ami de Harry et d'Hermione. Dans ce tome, il est particulièrement préoccupé par l'état de santé de son rat Croûtard.
- Hermione Granger : amie de Harry et de Ron. Hermione est très studieuse, en particulier dans ce tome où elle suit plusieurs cours à la fois grâce à l'utilisation d'un retourneur de temps transmis par le professeur McGonagall.
- Remus Lupin : nouveau professeur de défense contre les forces du mal. C'est un homme posé et très doux, qui semble souvent épuisé et malade. Il accepte de donner des cours particuliers à Harry pour lui apprendre à se défendre des détraqueurs. Il s'agit d'un ami d'enfance de James Potter, le père de Harry.
- Rubeus Hagrid : garde-chasse de Poudlard et nouveau professeur de soins aux créatures magiques. C'est un ami du trio principal. Il les invite souvent à boire le thé dans sa cabane. Son hippogriffe, Buck, est condamné pour avoir causé un accident avec Drago Malefoy lors de son premier cours.
- Albus Dumbledore : directeur de Poudlard.
- Sirius Black : sorcier évadé de la prison d'Azkaban et parrain de Harry Potter. Il est recherché par le Ministère pour avoir tué douze moldus et trahi les parents de Harry par le passé en révélant le lieu de leur cachette à son maître Voldemort.
- Severus Rogue : professeur de potions à Poudlard et directeur de la maison des Serpentard. Il semble vouloir mettre en garde Dumbledore contre le professeur Lupin, et se montre particulièrement attentif et soupçonneux vis-à-vis de Harry et de ses activités.

## Cadre du récit

### Little Whinging
L'histoire de ce troisième tome s'amorce au moment où le personnage de Harry Potter rédige une dissertation d'Histoire de la magie dans sa chambre, au 4 Privet Drive, à Little Whinging, dans le comté du Surrey. Il s'agit de la ville de résidence de son oncle et sa tante moldus, Vernon et Pétunia Dursley, et où il passe ses vacances scolaires. C'est à cet endroit que le garçon apprend l'évasion de Sirius Black à la télévision et qu'il lance involontairement un sortilège à la tante Marge, qui a pour effet de la faire gonfler comme un ballon.
La maison est similaire à celle dans laquelle l'auteure J. K. Rowling a vécu durant une partie de son enfance, dans la banlieue de Winterbourne, près de Bristol. Dans l'histoire, Little Whinging est un lieu ancré dans la bourgeoisie et très distinctement séparé du monde « sorcier » imaginé par l'auteure.

### Chemin de Traverse

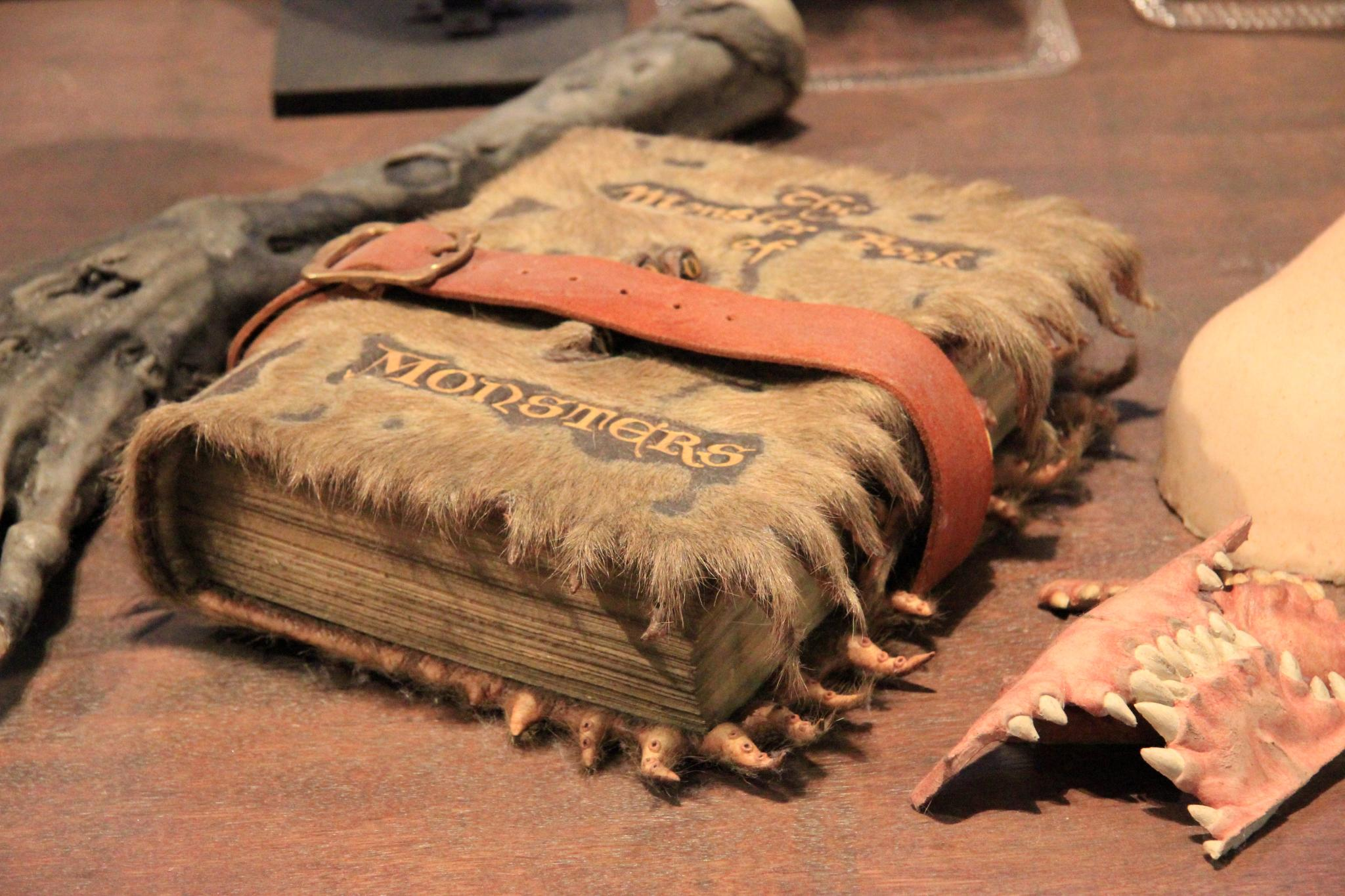
Le Monstrueux livre des monstres aperçu dans le troisième film (studios Harry Potter).

Après s'être enfui de chez son oncle et sa tante, Harry est accueilli au Chaudron Baveur par le ministre de la magie Cornelius Fudge, qui lui demande de rester sur le chemin de Traverse jusqu'à la rentrée des classes du 1er septembre. En attendant le retour de vacances de Ron et d'Hermione, Harry se promène donc seul dans les boutiques de la grande rue commerçante et retourne le soir dans sa chambre au Chaudron Baveur. Il achète notamment son exemplaire du Monstrueux livre des monstres dans la librairie Fleury et Bott et passe beaucoup de temps sur la terrasse ensoleillée du glacier Florian Fortarôme, qui l'aide à travailler sur ses devoirs durant les après-midis ensoleillées en lui offrant toutes les demi-heures des sundaes gratuits.
Les façades des boutiques présentes sur le chemin de Traverse sont apparentées au style Dickensienà l'époque victorienne. L'auteur confie avoir été influencée par l'ambiance de Charing Cross Road à Londres pour concevoir l'artère magique et en particulier son entrée par le pub du Chaudron Baveur.

### Poudlard

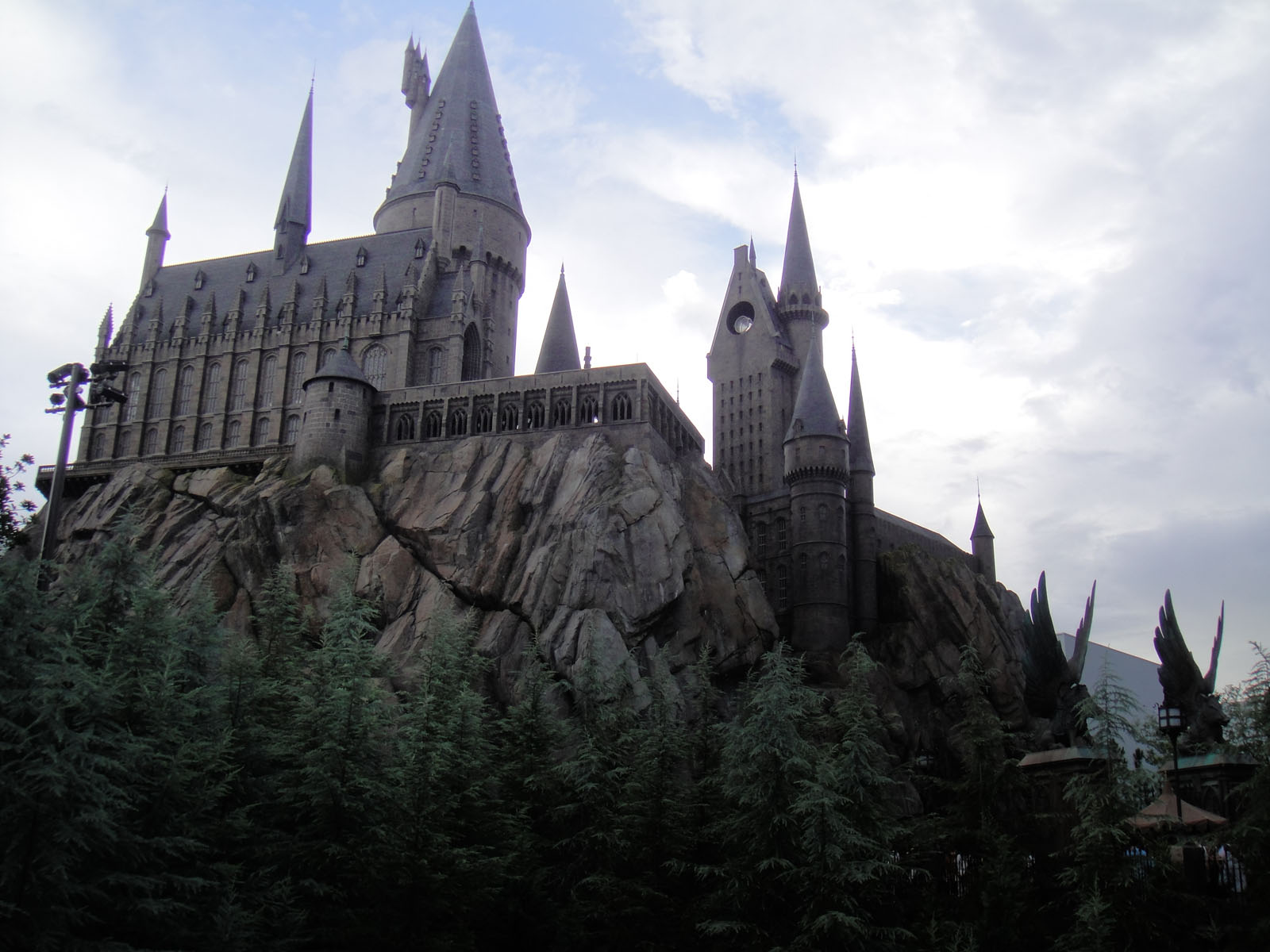
Réplique cinématographique du château de Poudlard au Wizarding World of Harry Potter.

Comme pour les romans précédents de la série, il s'agit du lieu principal de l'intrigue. C'est un château situé dans les hautes-terres d'Écosse, où les élèves vivent au rythme d'une année scolaire à partir du 1er septembre de chaque année.
Dans cet épisode, Harry et ses amis découvrent de nouveaux endroits comme la salle de divination du professeur Trelawney : une salle ronde étouffante où des tables sont disposées comme dans un salon de thé, entourées par des fauteuils et des poufs confortables. Ils découvrent également le tunnel sous le Saule cogneur du parc (contre lequel Harry et Ron se sont écrasés en voiture volante au tout début de l'année précédente). En cours d'année, Sirius Black fait plusieurs intrusions au château pour tenter de pénétrer dans la salle commune de Gryffondor. Le trio retrouve le rat Croûtard que Ron croyait mort dans la cabane de Hagrid, située dans le parc. Ils s'y réfugient un peu plus tard avec l’hippogriffe Buck pour échapper à Remus Lupin transformé en loup-garou.
Grâce à la carte du Maraudeur héritée de Fred et George Weasley, Harry a pour la première fois la possibilité de découvrir des recoins encore méconnus du château et plusieurs passages secrets. L'un d'eux, situé derrière une statue de sorcière borgne, mène à la cave de Honeydukes, la confiserie du village voisin de Pré-au-Lard, par un chemin de terre battue assez long et inégal aboutissant sur un escalier aux marches usées, sous la trappe de la cave de Honeydukes.

### Pré-au-Lard

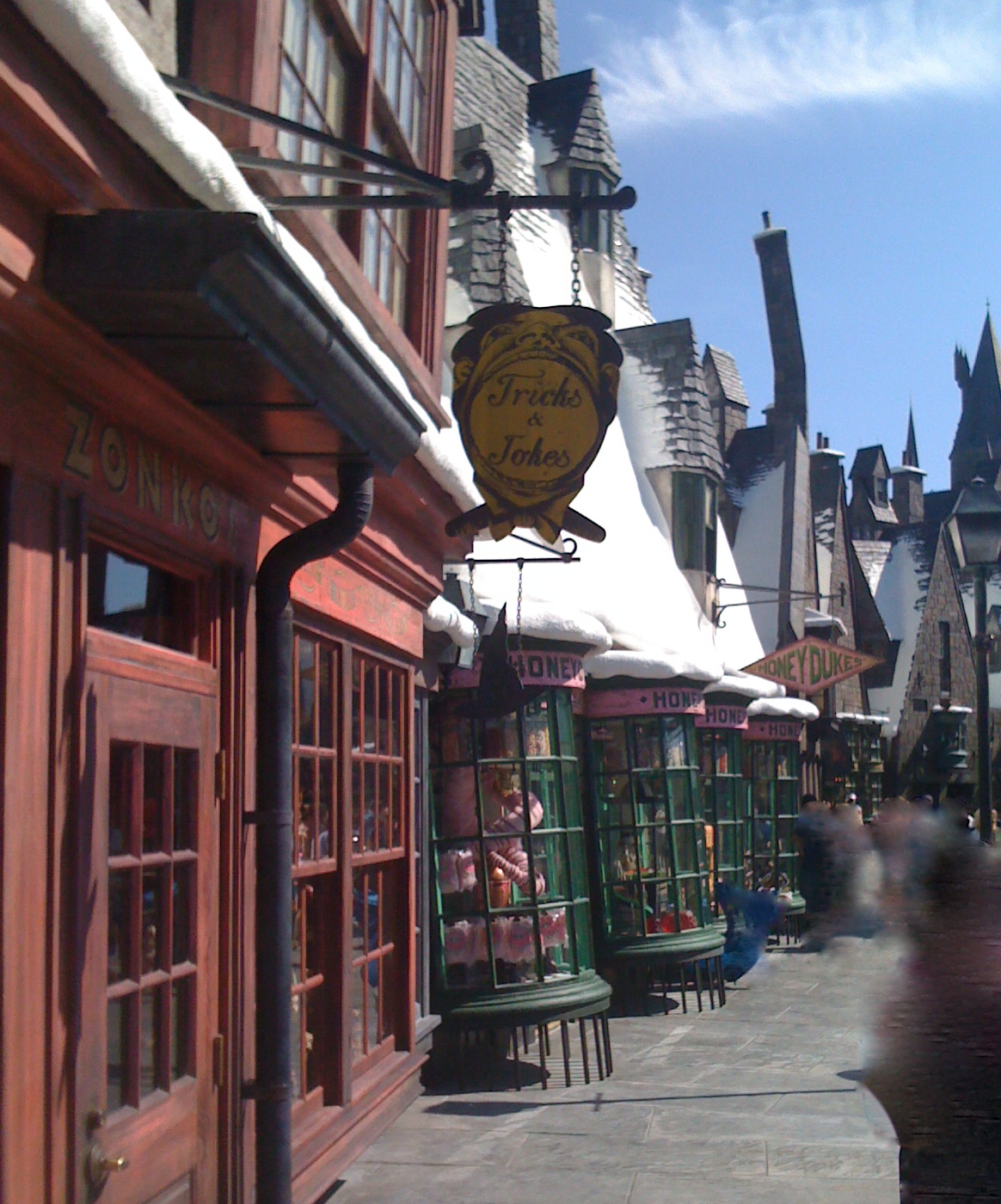
Pré-au-Lard au Wizarding World of Harry Potter.

Harry, Ron et Hermione se rendent au village de Pré-au-Lard pour la première fois dans Le Prisonnier d'Azkaban. C'est un village pittoresque, voisin de l'école et situé sur la rive opposée du lac. Harry n'a pas d'autorisation pour s'y rendre avec les autres élèves de troisième année. Il se sert donc de la cape d'invisibilité et de la carte du Maraudeur pour utiliser les passages secrets de l'école permettant d'accéder au village par la cave de la confiserie Honeydukes. Le village est décrit principalement durant la période de Noël de cette même année, où les cottages et boutiques sont recouverts de neige, donnant au village des allures de « carte postale ». Le trio y visite également la boutique de farces et attrapes Zonko, le bureau de poste et le pub des Trois Balais.
C'est dans ce village que se trouve également la cabane hurlante, un peu en retrait des chaumières. Sirius Black y attire Harry et Hermione en emportant Ron à l'intérieur sous sa forme de chien. Pour cela, ils empruntent le tunnel placé sous le Saule cogneur de Poudlard, reliant la cabane à l'école.

### Azkaban

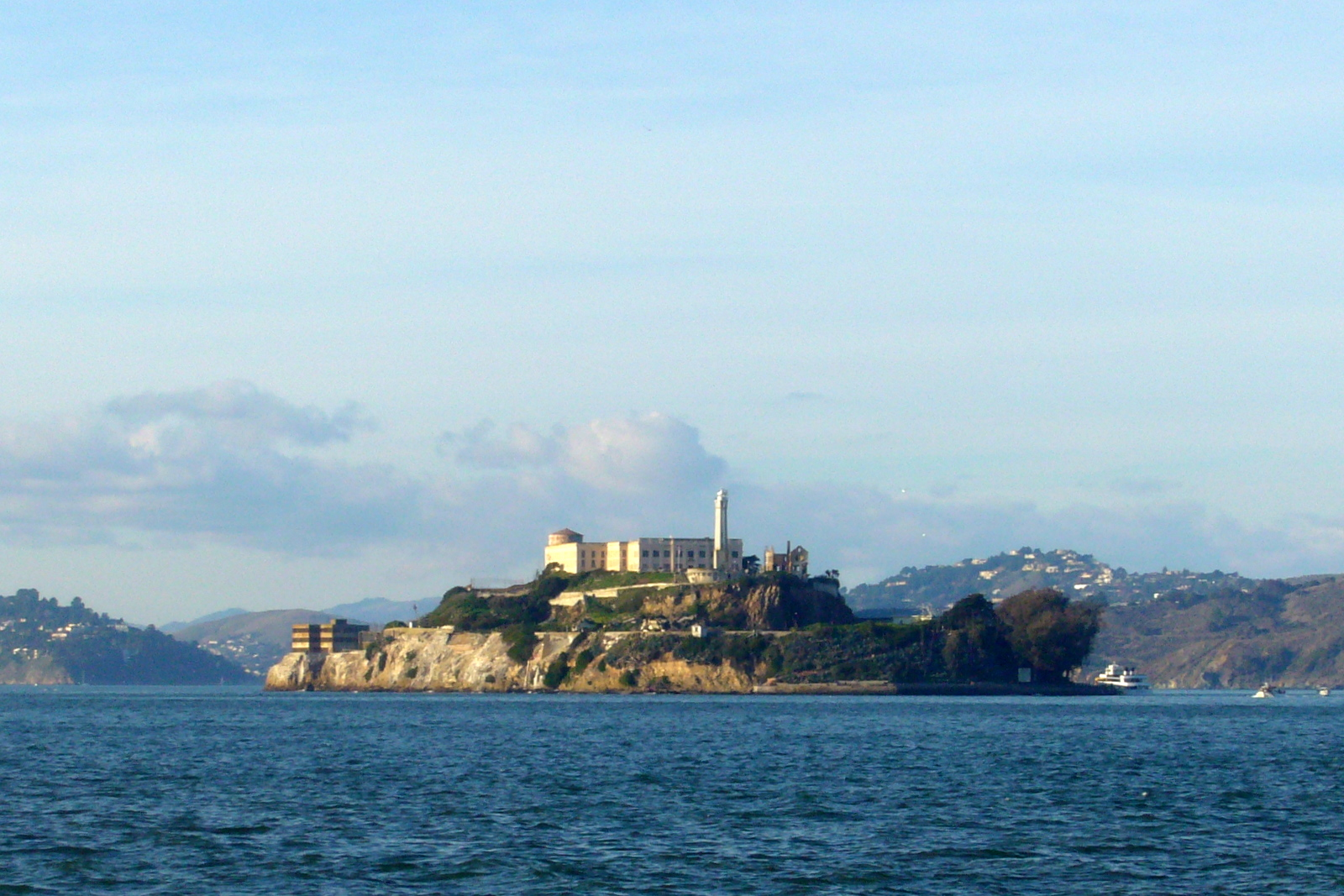
Prison d'Alcatraz, inspiration de J. K. Rowling pour Azkaban.

Azkaban est la plus célèbre prison de sorciers gardée par des détraqueurs. Elle n'est cependant jamais visitée par les héros et le lecteur n'en obtient pas de description précise. Sirius Black s'en évade dès le début de l'intrigue en utilisant ses pouvoirs d'Animagus pour se transformer en chien et se glisser entre les barreaux de sa cellule lorsque les détraqueurs lui apportent sa nourriture.
Le bâtiment, construit au XVe siècle, est soumis à de puissants sortilèges qui rendent sa localisation sur une carte impossible. Selon Lupin, la forteresse est située sur un minuscule îlot au large des côtes britanniques et la plupart des incarcérés y deviennent fous en quelques semaines.
Selon J. K. Rowling, Azkaban s'inspire de la prison d'Alcatraz, également située sur une île. Le nom s'inspire du mot hébreu « Abaddon », signifiant « lieu de destruction » ou « profondeurs de l'enfer ». Elle ajoute que l'utilisation des Détraqueurs pour garder les prisonniers était un symbole de la corruption du ministère de la Magie.

## Structure narrative et style

### Expression et genre
L'histoire du Prisonnier d'Azkaban couvre environ onze mois, de fin juillet 1993 à mi-juin 1994. Elle est écrite, comme les autres romans de la série, selon un point de vue narratif interne à la troisième personne : le narrateur limite les informations à ce que le personnage de Harry Potter connaît, comprend et ressent. Le livre appartient à un genre littéraire britannique décrivant la vie en internat, dans la lignée directe du roman d'apprentissage, des époques victorienne et édouardienne sur la vie à l'école publique britannique. Le personnage de Harry Potter acquiert une conscience plus grande de son identité et une meilleure connaissance de son histoire et de celle de ses parents, à travers le regard et l'expérience de deux amis de jeunesse de ces derniers : Sirius Black et Remus Lupin.

### Nœuds de l'intrigue

#### Les conversations entre Harry et Lupin (chapitres VIII à XIII)
Le nouveau professeur de défense contre les forces du mal de troisième année, le professeur Lupin, montre un attachement particulier envers Harry Potter, qui est aussi le fils de son ami de jeunesse James Potter. Les conversations entre les deux personnages tout au long de l'année, dans le bureau de Lupin ou durant leurs cours particuliers, permettent à Harry d'évoquer le souvenir de ses parents, ce qu'il ne fait que rarement au cours de la série, excepté en présence de Dumbledore. Durant cette troisième année, Lupin fait à la fois figure d'autorité, de confident et de protecteur.

#### La conversation auxTrois Balais(chapitre X)
Peu avant Noël, Harry surprend une conversation entre McGonagall, Hagrid, Flitwick, le ministre de la Magie et Madame Rosmerta à l'auberge de Pré-au-Lard. À cet instant, Harry apprend que Sirius Black était le meilleur ami de son père, James Potter alors qu'ils étaient tous deux élèves à Poudlard. L'homme avait plus tard été témoin au mariage de ses parents et devenu même le parrain de Harry, puis le Gardien du Secret des Potter qui leur permettait de rester cachés de Voldemort. En effet, celui-ci ayant pris connaissance de la prophétie qui annonçait que le fils des Potter pourrait anéantir son ascension au pouvoir, il était devenu primordial que James et Lily Potter maintiennent leur fils en sécurité. Mais selon les témoins, Black aurait trahi les parents de Harry. Un sorcier du nom de Peter Pettigrow, un autre ami des Potter, aurait tenté de se lancer à la poursuite de Sirius Black mais celui-ci l'aurait exterminé en ne laissant de Pettigrow qu'un seul doigt de sa main.

#### Dans la cabane hurlante (chapitres XVII à XIX)
Lorsque Lupin vient retrouver Harry, Ron et Hermione piégés dans la cabane hurlante, il étreint Sirius Black comme un frère, et Harry pense être trahi. Hermione se révolte et dévoile à ses amis ce qu'elle a appris plusieurs mois plus tôt au sujet de Lupin : c'est un loup-garou. Lupin reconnaît ce fait et tente de clamer l'innocence de Sirius en expliquant aux trois adolescents que le rat de Ron est en réalité un Animagus du nom de Peter Pettigrow, celui-là même qui était censé être mort douze ans plus tôt en tentant soi-disant d'arrêter Black. Lupin explique qu'il a vu Peter Pettigrow sur la carte du Maraudeur confisquée à Harry. Lorsque celui-ci lui demande comment il a eu connaissance du fonctionnement de la carte (qui reste vierge tant qu'une formule n'est pas prononcée), Lupin lui explique qu'il en est l'un de ses créateurs et qu'il répondait au surnom de Lunard (tout comme Sirius Black était Patmol, James Potter Cornedrue et Peter Pettigrow Queudver). Les quatre sorciers étaient des amis d'enfance, du temps où ils étaient eux-mêmes élèves à Poudlard, et cette carte avait été établie à l'époque où il était essentiel que Lupin reste caché des autres élèves à cause de sa condition de loup-garou.
Sirius Black explique avoir reconnu Pettigrow sur un cliché de journal, en compagnie de Ron, sous son apparence de rat, alors qu'il se trouvait en prison. Pettigrow s'était coupé lui-même un doigt pour faire croire à sa mort, après qu'il a trahi les Potter. Le lecteur apprend que Black avait convaincu au dernier moment les parents de Harry, cachés de Voldemort, de faire de Peter Pettigrow leur Gardien du Secret à sa place, pensant duper Voldemort qui n'aurait alors jamais imaginé qu'une personne aussi vulnérable et sans talent telle que Pettigrow puisse devenir le Gardien du Secret. Lupin et Sirius Black rendent à Pettigrow sa véritable apparence et Harry doit s'interposer pour empêcher les deux meilleurs amis de son père de devenir des meurtriers pour sa cause.

## Accueil

### Accueil critique
En septembre 1999, Gregory Maguire écrit dans le New York Times que « jusqu'à présent, en termes d'intrigue, les livres ne produisent rien de nouveau, mais ils le font brillamment… et sont tellement bons ». Selon une revue de presse du New York Times publiée en octobre de la même année, Le Prisonnier d'Azkaban serait « le meilleur livre de Harry Potter ». Un critique de Kidsreads.com a déclaré que « Le fantasme croissant donne faim pour les quatre livres Harry Potter supplémentaires à venir […]. La troisième année de Harry est un véritable charme à ne pas manquer ». Kirkus Reviews n'a pas donné de critique étoilée mais a déclaré qu'il s'agissait d'un « point culminant de la pulsion. Les personnages principaux et l'histoire continuent de se poser avec tant d'intelligence que le livre semble plus court que son nombre de pages laisse entrevoir ». Martha V. Parravano a également laissé un avis positif sur The Horn Book Magazine, le caractérisant de « bon livre ». En outre, Publishers Weekly a déclaré que « l'esprit de Rowling ne porte jamais de drapeaux : qu'il s'agisse de construire le fonctionnement du monde des sorciers ou de jeter des blagues rapides, le sortilège Harry Potter se maintient dans sa puissance ».

### Récompenses
Le Prisonnier d'Azkaban a remporté plusieurs prix en 1999, dont le prix Booklist Editors' Choice', le prix Bram-Stoker dans la catégorie meilleur roman pour jeunes adultes, le prix FCGB Children's Book et le Whitbread du meilleur livre pour enfants. Il remporte le Prix Locus du meilleur roman de fantasy en 2000. Il a également été nommé pour le Prix Hugo du meilleur roman la même année, remporté par Au tréfonds du ciel. Le livre a en outre remporté en 2004 le Prix Indian Paintbrush Book et le Prix Colorado Blue Spruce dans la catégorie du livre pour jeunes adultes.
Comme pour les deux livres précédents de la série, Le Prisonnier d'Azkaban a remporté la médaille d'or au prix du livre Nestlé Smarties et a atteint le sommet du New York Times Best Seller list. En 2003, le roman est classé 24e sur l'enquête de la BBC, The Big Read.

## Adaptations

### Au cinéma

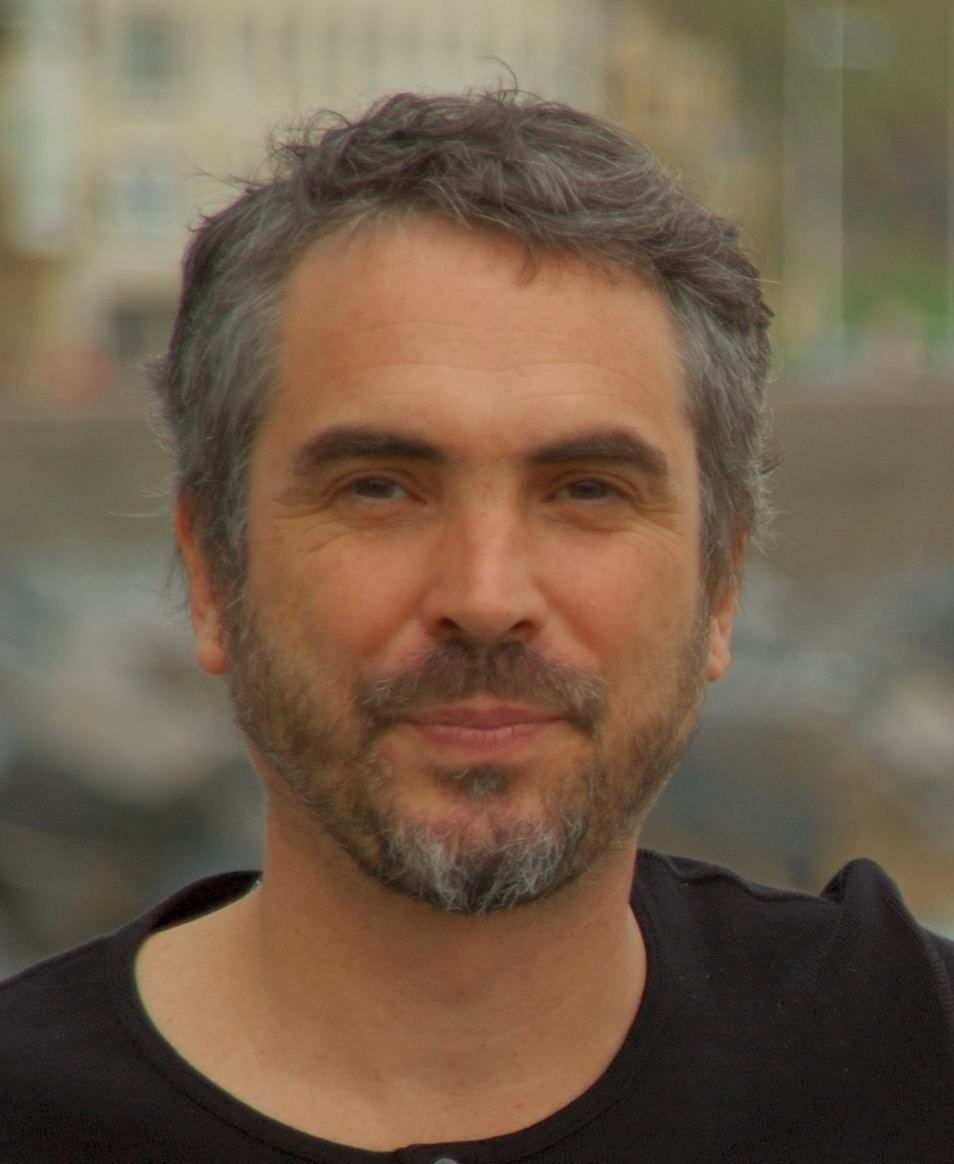
Alfonso Cuarón réalise l'adaptation de Harry Potter et le Prisonnier d'Azkaban.

La version cinématographique de Harry Potter et le Prisonnier d'Azkaban, réalisée par le mexicain Alfonso Cuarón, sort en 2004. Le film débute à la première place du box-office et occupe cette place durant deux semaines. Il totalise 796,7 millions de dollars à travers le monde, ce qui en fait le deuxième film de 2004 le plus élevé après Shrek 2. Cependant, parmi les huit adaptations de la franchise Harry Potter, Le Prisonnier d'Azkaban a été celui qui a enregistré le nombre d'entrées le plus faible. En 2008, le magazine cinématographique Empire classe le film au numéro 471 dans la liste des 500 meilleurs films de tous les temps.
Le nom de Cuarón est suggéré au studio par J. K. Rowling, qui apprécie sa vision cinématographique de La Petite Princesse ainsi que sa compréhension des garçons adolescents dans Y tu mamá también. L'auteure est séduite par les retouches qu'il apporte au scénario et la précision de sa mise en scène. Elle avoue plus tard avoir eu des frissons par sa façon singulière de conduire le récit en laissant transparaître des indices sur ses futurs livres qu'elle-même n'avait pas laissé entrevoir.
Certains détails inédits figurent par ailleurs dans le film, notamment lors de la scène où Harry Potter et Remus Lupin discutent sur un pont au sujet des parents de Harry. Alors que seule l'amitié avec le père de Harry, James Potter, est abordée dans le roman, Lupin mentionne dans le film l'amitié qu'il partageait également avec la mère de Harry, Lily Potter, durant sa jeunesse (ce que l'auteure a confirmé par la suite) :

« La première fois que je vous ai vu Harry, je vous ai tout de suite reconnu. Pas à votre cicatrice, mais à vos yeux. Vous avez les yeux de votre mère… […] Je l'ai connue. Votre mère m'a aidé à une époque où les autres me tournaient le dos. Elle n'était pas seulement une sorcière extrêmement douée, elle était aussi d'une très grande bonté. Elle avait l'art de voir la beauté chez les autres, et peut-être même plus particulièrement quand la personne ne voyait pas ce qu'il y avait de beau en elle. »

— Remus Lupin à Harry Potter dans le film Le Prisonnier d'Azkaban.
Alfonso Cuarón suggère également l'apparition de têtes réduites et de plusieurs autres détails visuels et sonores inédits dont Rowling apprécie l'originalité.

### En jeu vidéo
Un jeu vidéo, basé sur l'intrigue du livre, a été développé pour cinq plateformes différentes en 2004.
| Développeur     | Date de sortie | Plateforme        | Genre                | GameRankings | Metacritic |
| --------------- | -------------- | ----------------- | -------------------- | ------------ | ---------- |
| KnowWonder      | 25 mai 2004    | Microsoft Windows | Aventure / réflexion | 68.52%       | 67/100     |
| Griptonite      | 25 mai 2004    | Game Boy Advance  | Jeu de rôle          | 69.58%       | 69/100     |
| Electronic Arts | 29 mai 2004    | GameCube          | Action-aventure      | 69.74%       | 67/100     |
| Electronic Arts | 29 mai 2004    | PlayStation 2     | Action-aventure      | 72.59%       | 70/100     |
| Electronic Arts | 29 mai 2004    | Xbox              | Action-aventure      | 68.39%       | 67/100     |

#### Liés à l'intrigue duPrisonnier d'Azkaban
Personnages : Sirius Black • Remus Lupin • Peter Pettigrow • James Potter • Lily Potter
Lieux : prison d'Azkaban • Pré-au-Lard • cabane hurlante
Objets : carte du maraudeur • retourneur de temps
Créatures : détraqueur • l'hippogriffe Buck • le rat Croûtard • épouvantard • saule cogneur • loup-garou • Animagus

#### Autour du roman
- J.K. Rowling (auteur)
- Bloomsbury Publishing (éditeur anglais)
- Gallimard Jeunesse (éditeur français)
- Jean-François Ménard (traducteur)
- Jean-Claude Götting (illustrateur des éditions françaises)